# Nano (cryptomonnaie)
Pour les articles homonymes, voir Nano (homonymie).
Nano (NANO), anciennement RaiBlocks (XRB), est une monnaie numérique peer-to-peer. Il s'agit d'une cryptomonnaie décentralisée et open source basée sur une architecture de graphes acycliques dirigés (en anglais directed acyclic graph, DAG) et publiée sous la licence FreeBSD. Elle fonctionne sans intermédiaires en utilisant un registre distribué avec une structure de données en blocs-treillis.
Nano a été lancé en octobre 2015 par Colin LeMahieu, dans le but de remédier aux limitations d'évolutivité de la blockchain qui peuvent entraîner des frais de transactions restrictifs et une augmentation des délais de confirmation des transactions lors d'une surcharge du réseau. Il n'y a pas de frais pour les transactions qui obtiennent généralement une confirmation complète en moins d'une seconde.

## Histoire
Le développement de Nano a commencé en 2014 par Colin LeMahieu, sous son nom d'origine de RaiBlocks. Le 31 janvier 2018, RaiBlocks a été rebaptisé Nano[réf. nécessaire].
Le 9 février 2018, la plateforme d'échange de cryptomonnaies italienne BitGrail a annoncé sa fermeture après avoir été piratée. 17 millions de Nano stockés dans les portefeuilles du site sont devenus inaccessibles à leurs propriétaires. Les victimes ont demandé réparation par le biais du système judiciaire italien et, soutenues par la Fondation Nano, ont lancé un recours collectif contre le propriétaire de BitGrail, Francesco Firano. En janvier 2019, le tribunal de Florence a déclaré Firano responsable des pertes après avoir établi que l'entreprise n'avait pas mis en œuvre de garanties significatives pour assurer la sécurité des fonds de ses clients et n'avait pas déclaré les pertes dès juillet 2017.

## Conception
Nano utilise une structure de données en blocs-treillis, où chaque compte a sa propre blockchain. C'est la première crypto-monnaie créée sur la base d'un graphe acyclique dirigé (GAD),, où un «bloc» est juste une transaction et chaque transaction contient le solde actuel du compte.